# Psychopathia Sexualis (historieta)
Psychopathia Sexualis es una serie de breves historietas creada en 1990 por Miguel Ángel Martín para la revista "Tótem". En ellas, une el erotismo con la violencia más desatada. 

## Trayectoria editorial
Tras su publicación seriada, Psychopathia Sexualis fue recopilada en 1992 por Ediciones Arrebato.
Su edición italiana fue secuestrada en 1995 por inducción al suicidio, al homicidio y a la pedofilia; y el editor en España, Jorge Vacca, sufrió un proceso de cinco años del que finalmente salió absuelto.
En el 2010, la editorial Reino de Cordelia recopiló en un volumen titulado "Total Over Fuck" esta serie junto a Anal Core, Snuff 2000 y Hard On, acompañadas de nuevas ilustraciones.

## Valoración
Para los críticos Francisco Naranjo y Antonio Trashorras, Psychopathia Sexualis es

una virulenta teología de la agresión, una dolorosa y fascinante geometría del miedo que el lápiz firme del autor ha sabido delinear con limpia morbidez. Y es quizás también, y de ahí el escalofrío, una elaborada metáfora del mundo que nos rodea.